# Phoebus Levene

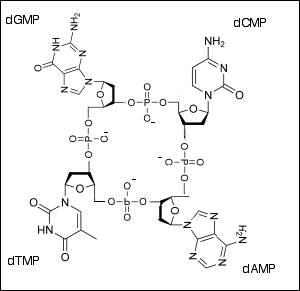
Diagrama molecular del tetranucleotido propuesto por Phoebus Levene alrededor de 1910, más tarde probado ser incorrecto

Phoebus Aaron Theodore Levene,  (Sagor (ahora Žagarė), 25 de febrero de 1869 - Nueva York, 6 de septiembre de 1940) fue un bioquímico y médico ruso-estadounidense que estudió la estructura y función de los ácidos nucleicos. Caracterizó las diferentes formas de ácidos nucleicos, ADN de ARN, y encontró que el ADN contenía adenina, guanina, timina, citosina, desoxirribosa, y un grupo fosfato.
Levene comprobó en 1900 que la nucleína se encontraba en todos los tipos de células animales analizadas. Más adelante, en 1909, mientras verificaba los experimentos de Albrecht Kossel, puso de manifiesto que los ácidos nucleicos estaban compuestos de ácido fosfórico, una pentosa y las bases nitrogenadas. Levene demostró que la pentosa que aparecía en la nucleína de levadura era ribosa, pero tuvo que esperar hasta 1929 para identificar como desoxirribosa la pentosa aislada del timo de los animales. Esta diferencia le hizo proponer que la nucleína de los animales era el nucleato de desoxirribosa —hoy en día llamado «ácido desoxirribonucleico» o ADN—, mientras que los vegetales contenían nucleato de ribosa —ácido ribonucleico o ARN—.
Levene tuvo mucho peso en la química de los ácidos nucleicos, a pesar de que pronto se demostrara que era incorrecta su propuesta de que los cromosomas vegetales eran de RNA y los animales de DNA. Fruto de sus trabajos, propuso en 1926 un modelo para la conformación de los ácidos nucleicos: la hipótesis del tetranucleótido. El modelo del tetranucleótido de Levene implicaba que los ácidos nucleicos estaban formados por planos apilados, que constaban de cuatro pentosas que exponían hacia el exterior las bases nitrogenadas (que van unidas por un enlace glucosídico a la pentosa); las pentosas se unen entre sí por fosfatos a través de enlaces fosfoéster.
Esta estructura respondía a los resultados sobre la composición de los ácidos nucleicos y la naturaleza de los enlaces covalentes que los componen. En cambio, se deducía que los ácidos nucleicos eran moléculas muy monótonas, casi invariables, extremadamente rígidas. Por tanto, se descartaron rápidamente como el tipo de molécula capaz de transmitir la información genética, por lo que todo el mundo se centró en el estudio de las proteínas como moléculas portadoras de la herencia.